# Hubschrauberlandeplatz

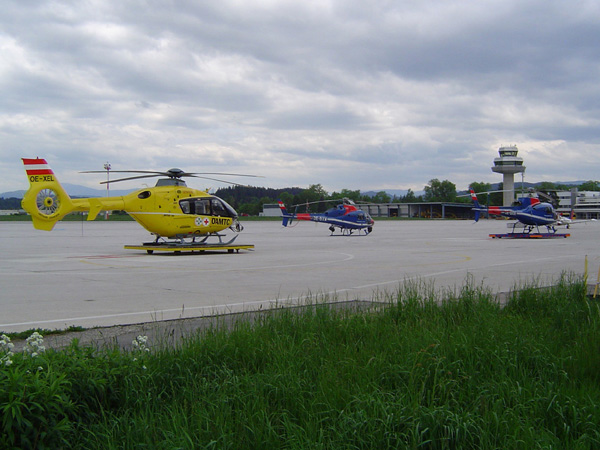
Heliport am Flughafen Klagenfurt, mit einer Transportplattform auf Rollen

Heliport am Burj al Arab in Dubai

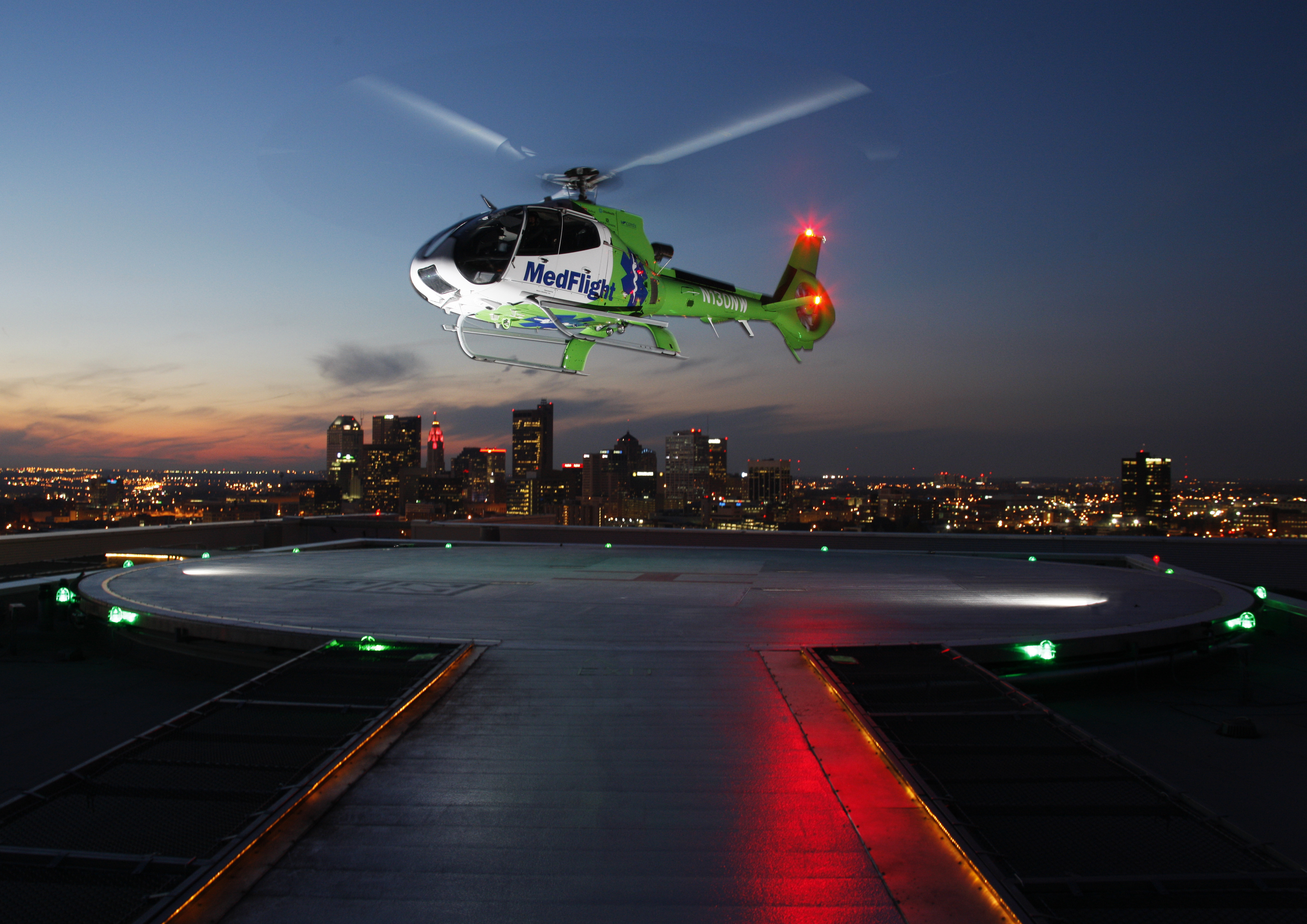
Heliport auf einem Klinikdach

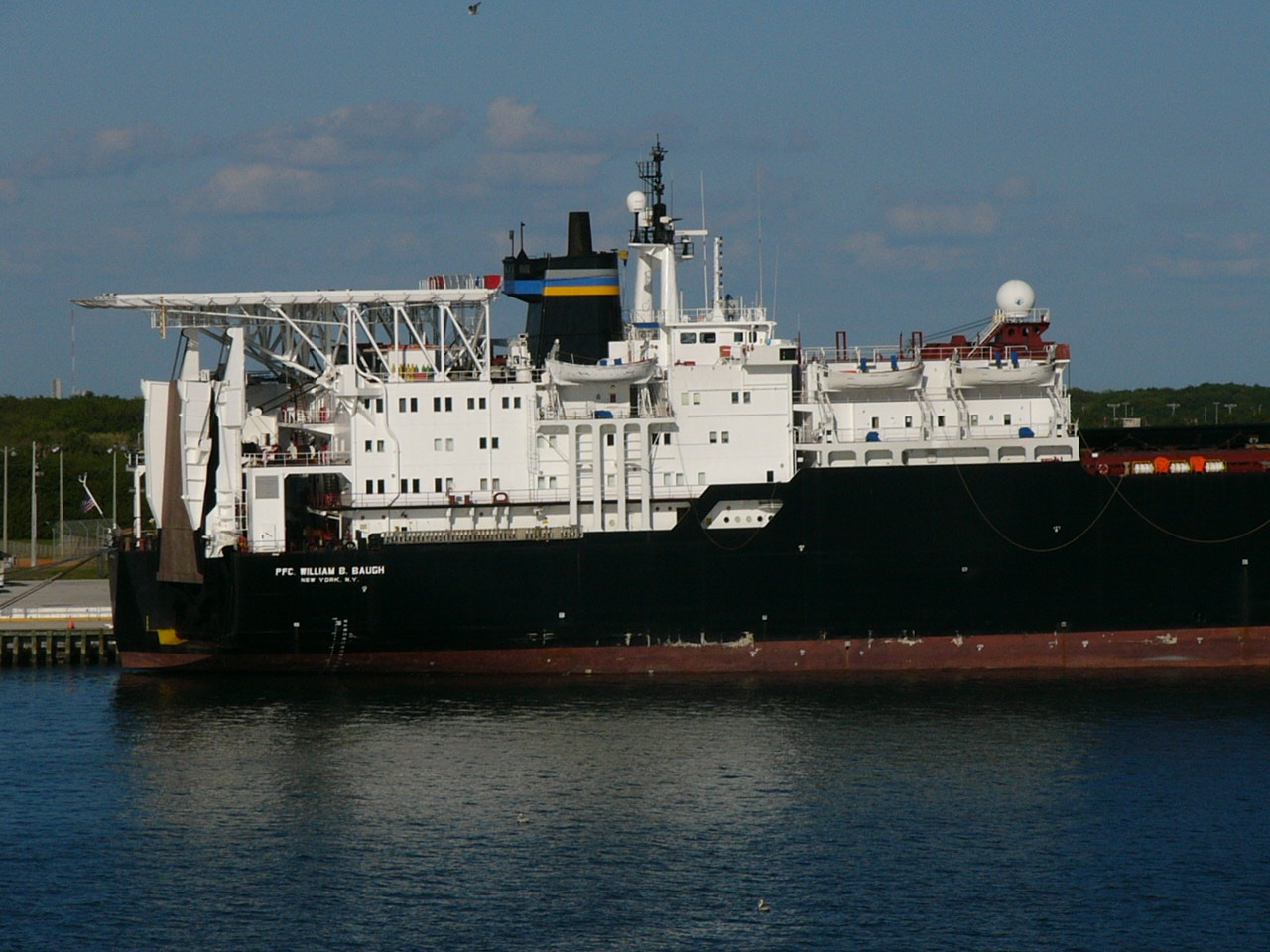
Helideck auf einem Schiff der US Navy

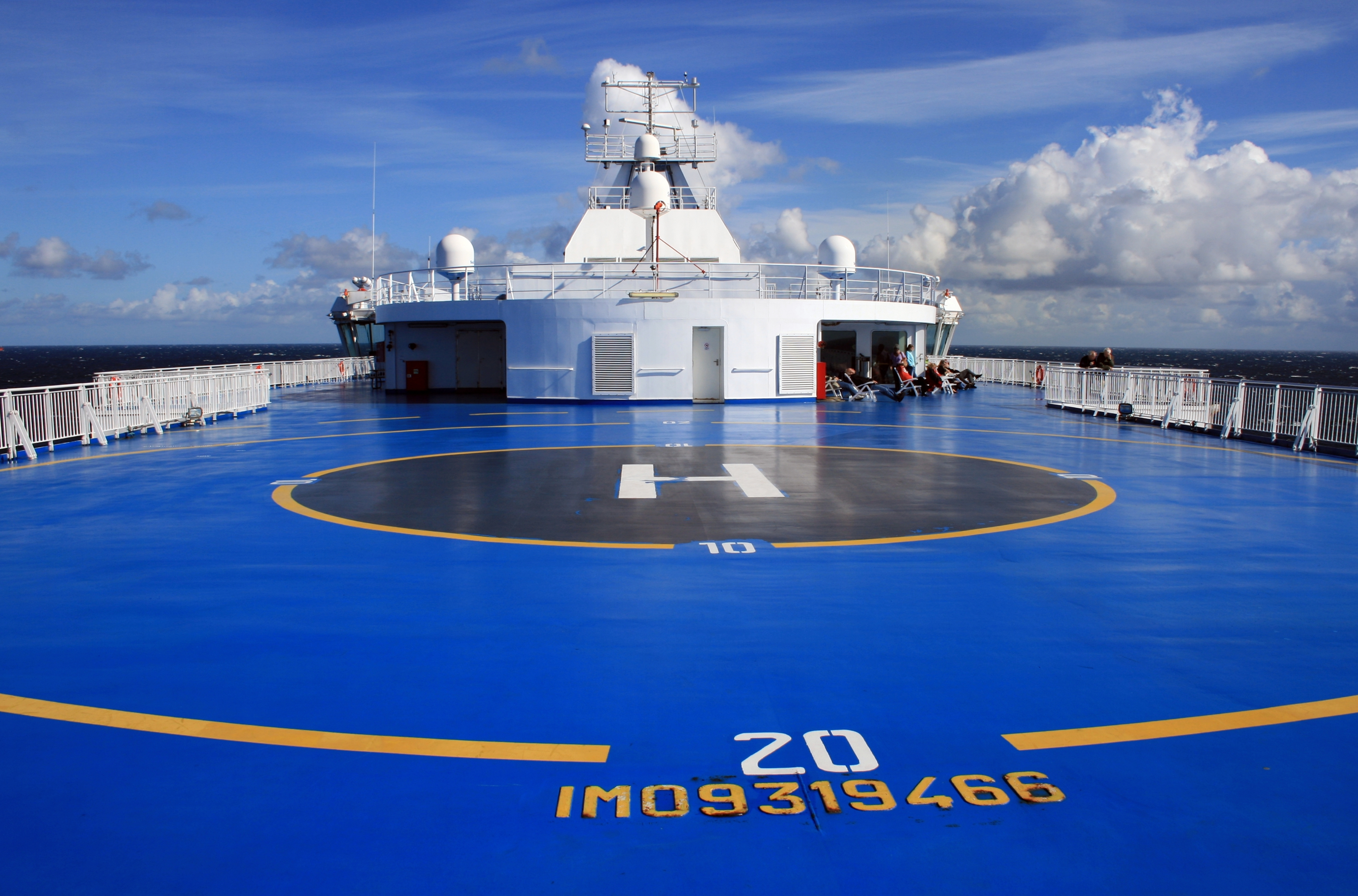
Helideck auf dem Oberdeck der Ostsee-Fähre Finnmaid

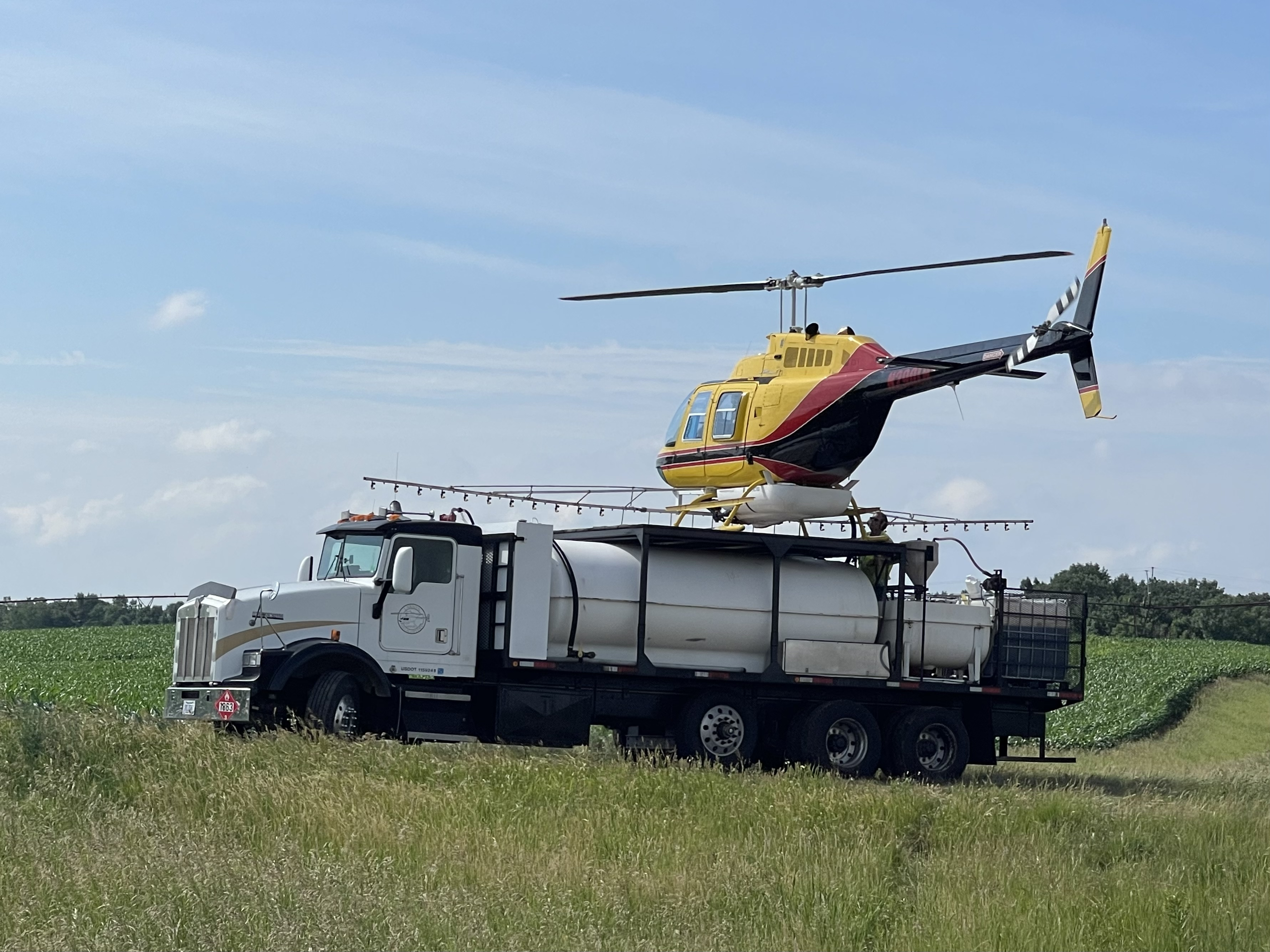
Agrarhubschrauber auf dem Landeplatz seines Tankwagens

Ein Hubschrauberlandeplatz (auch Heliport oder Helipad) ist ein behördlich genehmigter Landeplatz für Hubschrauber (Helikopter, kurz Heli). Der weiter gefasste Begriff Vertiport meint Start-/Landeplätze für alle vertikal landenden Luftfahrzeuge. Darüber hinaus gibt es nicht genehmigte Landestellen, die in der Regel eine geringe Anzahl von Flugbewegungen aufweisen. Im Gegensatz zu den genehmigten Hubschrauberlandeplätzen erfordern Starts und Landungen an Hubschrauberlandestellen eine Außenstart- und Landeerlaubnis der zuständigen Luftfahrtbehörde.
Für eine Hubschrauberlandung zu kleine Plätze, etwa auf der Ladeluke eines Schüttgufrachters, können als Verladefläche für Ladegut am Seil vorbereitet sein. Die Kreisscheibe kann gelb gefärbt sein, etwa 5 m Durchmesser aufweisen und von einer zweizeiligen Beschriftung "WINCH ONLY" (Nur für Seilwinde) tangiert werden. Solche Ports und Verladeplätze können rundum im Quadratraster 4 Verzurrbeschläge, etwa aus dem Boden herausklappbare Ösen, aufweisen. Fluggerät/Landekufen oder Ladegut/Paletten können daran sturmfest verzurrt werden.
Hubschrauberlandeplätze lassen sich anhand ihrer Lage unterscheiden in 
- Hubschrauber-Bodenlandeplätze
- Hubschrauber-Dachlandeplätze (z. B. auf einem Krankenhausdach)
- Hubschrauberlandedecks
- Hubschrauberplattformen, (z. B. auf Schiffen und Bohrinseln)
- Gebirgslandeplatz

Im Gebirge gibt es zu Rettungs- oder zu Bauzwecken meist improvisierte Landemöglichkeiten.
Um das Fluggerät in einen Hangar verbringen zu können, werden bewegliche Plattformen verwendet, auf denen der Hubschrauber landet.
Der höchste Heliport (über Grund, auf einem Bauwerk) ist auf dem Burj Al Arab Jumeirah in Dubai auf 212 m Höhe.

## Größe
Der Platzbedarf für einen Hubschrauberlandeplatz ist größer als der Durchmesser des Rotors, da der Hubschrauber dort im Schwebeflug manövrieren können muss und es zu starken Luftverwirbelungen durch den Abwind kommt. Typischerweise wird die Größe eines Hubschrauberlandeplatzes nach den Herstellerangaben im Flughandbuch des Hubschraubers festgelegt. Die Gesamtlänge des Hubschraubers über alles wird dabei in der Regel nicht unterschritten. Das ergibt etwa 10–20 m im Durchmesser, alternativ 35 × 70 m. Der Hubschrauberlandeplatz ist zudem von einer tragfähigen Sicherheitsfläche umgeben, die sich in Abhängigkeit von der größten Länge des Hubschraubers bemisst. Der An- und Abflugsektor muss hindernisfrei sein. Ein Hubschrauber startet und landet grundsätzlich gegen den Wind.

## Kennzeichnung
Hubschrauberlandeplätze werden grundsätzlich mit einem weißen H gekennzeichnet. Das H steht für Hubschrauber (Helikopter), war jedoch zunächst eine Abbildung der Kufen der Drehflügler. Hubschrauberlandeplätze an Krankenhäusern haben abweichend eine Erkennungsmarkierung besteht aus einem weißen „H“ auf einem roten Kreuz, das sich aus Quadraten zusammensetzt, die an jeder Seite des Quadrates um das H anschließen. Die Markierungen sind so ausgerichtet, dass der Querbalken des „H“ senkrecht zur Hauptan- und -abflugrichtung liegt. Die Mindestgröße der Start- und Landefläche beträgt 15 Meter mal 15 Meter, der Durchmesser einer kreisrunden Start- und Landefläche beträgt 15 Meter. Die äußere Begrenzung der Start- und Landefläche ist mit einer 0,75 Meter breiten Randmarkierung (Kreis oder Quadrat) versehen (Luftverkehrs-Ordnung (LuftVO) § 18 Absatz 4 Anlage 3).
Hubschrauberlandeplätze, die für einen Betrieb in der Nacht genehmigt sind, haben eine Nachtkennzeichnung durch Befeuerung. Neben einer blendfreien Flutlichtbeleuchtung ist zumeist auch die Grenze der Start- und Landefläche durch grüne Randfeuer markiert. Wird eine Endanflug- und Startfläche ausgewiesen, ist deren Begrenzung weiß befeuert. Zur Anzeige einer bevorzugten Anflugrichtung können in einer Linie angeordnete weiße Anflugfeuer angebracht werden. Um dem Piloten Informationen über den Anflugwinkel zu geben, sind visuelle Hilfsmittel wie VASI oder PAPI möglich.
Ist eine weitreichende optische Führung von Hubschraubern zum Hubschrauberlandeplatz notwendig, wird ein weißes Erkennungsfeuer am Landeplatz angebracht, welches die Kennung H (4-mal kurz) im Morsecode aussendet.
Stellen Bauwerke in der Nähe von Hubschrauberlandeplätzen Hindernisse dar, müssen sie mit einer Tages- und Nachtkennzeichnung (letztere nur im Falle von Nachtflugbetrieb) versehen werden. Als Nachtbefeuerung können Hindernisfeuer (rotes Dauerlicht geringer Intensität) und Gefahrenfeuer (rotes Blinklicht mit hoher Intensität) verwendet werden.
In der Nähe jedes Hubschrauberlandeplatzes ist ein Windsack angebracht, um dem Piloten die vorherrschende Windrichtung anzuzeigen. An manchen Hubschrauberlandeplätzen oder bei Außenlandungen (z. B. der Einsatz eines Rettungshubschraubers an einem Unfallort) werden die Piloten von Personal durch Handzeichen oder über Funk eingewiesen.

## Hubschrauberträger
Hubschrauberträger sind Militärschiffe, deren Hauptverwendungszweck ein Hubschrauberlande- bzw. Startplatz ist.